# Theodor Babilon
Theodor Babilon (* 26. Februar 1899 in Köln; † 11. Februar 1945 im Außenlager Ohrdruf des KZ Buchenwald) war Geschäftsführer des Kölner Kolpinghauses.

## Leben
Theodor Babilon absolvierte eine kaufmännische Ausbildung, wurde während des Ersten Weltkrieges zum Frontdienst eingezogen und war seit dem 24. März 1919 bei der Geschäftsführung der Kölner Kolpinghäuser beschäftigt. 1932 wurde er Geschäftsführer des Katholischen Gesellenhospitiums Köln, des späteren Kolpinghauses in der Breite Straße.
Seit der nationalsozialistischen Machtübernahme 1933 lebte Babilon in der Spannung zwischen selbstbestimmter verbandlicher Tätigkeit und der drohenden Zerschlagung des Kolpingwerkes. Bereits 1937 weigerte er sich, das Doppelmitgliedschaftsverbot anzuerkennen, und wurde daraufhin aus der Deutschen Arbeitsfront (DAF) ausgeschlossen.
Während des Zweiten Weltkrieges gehörte Babilon in der Zentrale des Kolpingwerkes zu einem Gesprächskreis, der sich in meist wöchentlichen Abständen traf, um die tagespolitische Situation zu erörtern. Ein Angestellter des Kolpinghauses denunzierte im Sommer 1944 diese Gruppe bei der Kreisleitung der NSDAP.

## Verhaftung und Tod

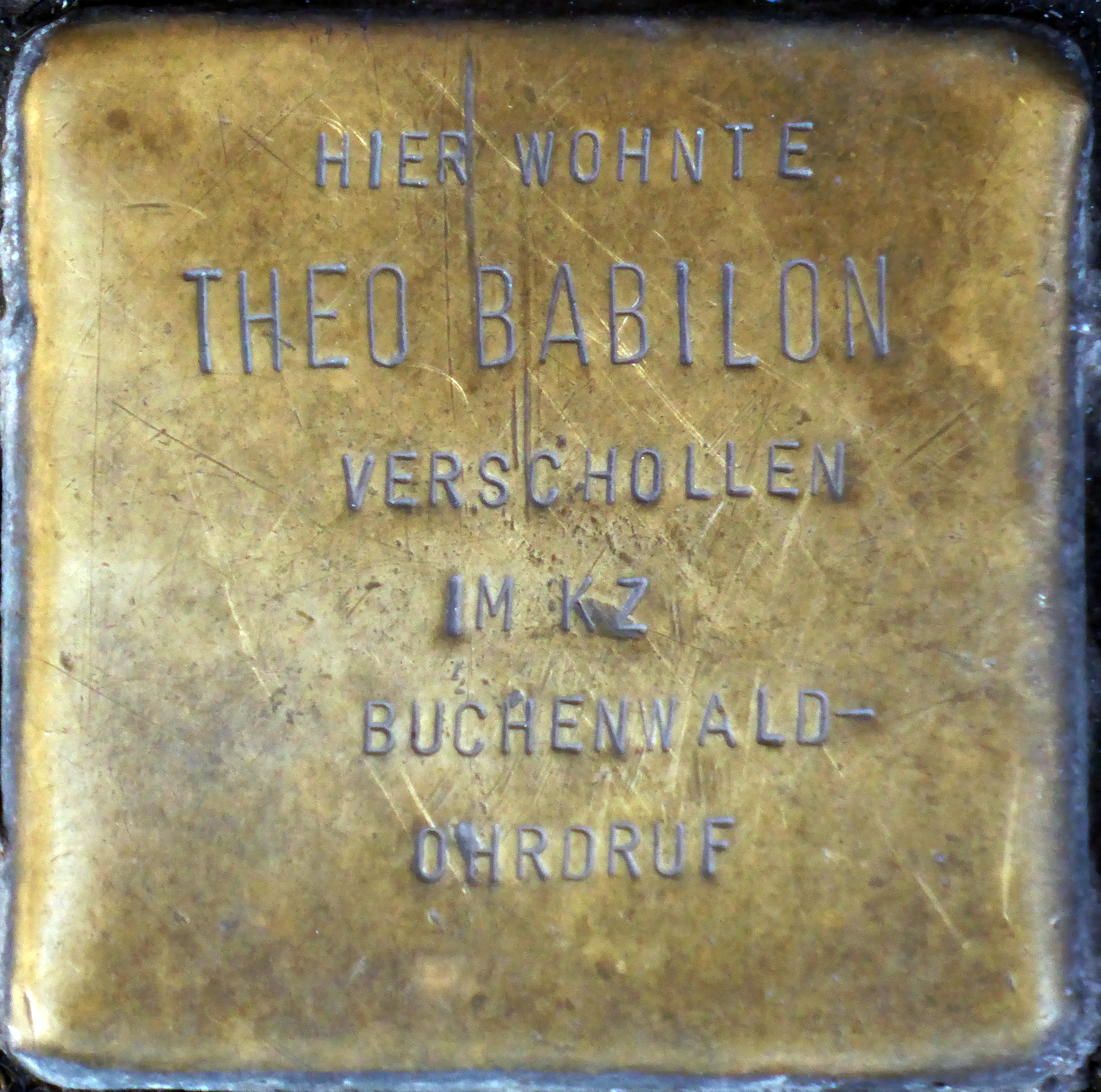
Stolperstein Breite Str. 118

Am 15. August 1944 wurde Babilon im Kolpinghaus zusammen mit Leo Schwering und dem Kölner Lokalpräses des Kolpingwerkes, Heinrich Richter, von der Gestapo verhaftet, mehrere Tage unter menschenunwürdigen Bedingungen im berüchtigten EL-DE-Haus in der Elisenstraße festgehalten und anschließend in das KZ-Durchgangslager Deutz verbracht. Mit Rücksicht auf seine Ehefrau und seine vier Kinder nutzte er eine sich nach einem verheerenden Bombenangriff am 14. Oktober bietende Chance zur Flucht nicht. Nachdem im Dezember 1944 das Konzentrationslager Deutz vollends zerstört worden war, wurde Babilon in das Gefängnis Klingelpütz überstellt und weiteren Verhören unterzogen. Interventionen des Kölner Erzbischofs Joseph Frings zur Freilassung scheiterten. Am 15. Januar 1945 wurde Babilon in das KZ Buchenwald deportiert und von dort aus in das KZ-Außenkommando Ohrdruf überstellt (Haftnummer 47588), wo er am 11. Februar 1945 verhungert und entkräftet starb. Bis heute ist nicht eindeutig geklärt, ob er infolge einer Hirnhautentzündung verstarb oder in den letzten Tagen vor der alliierten Befreiung von Wachsoldaten ermordet wurde.

## Würdigung
- Im Kölner Stadtteil Deutz ist nach Theodor Babilon eine Straße benannt. Ihm zum Gedenken wurden in Köln an seinem Wohnort (Alarichstr. 28)[1] und an seiner Wirkungsstätte (Breite Str. 118)[2] zwei Stolpersteine verlegt.
- Die katholische Kirche hat Theodor Babilon im Jahr 1999 als Glaubenszeugen in das deutsche Martyrologium des 20. Jahrhunderts aufgenommen.